# Dragoste neîmplinită

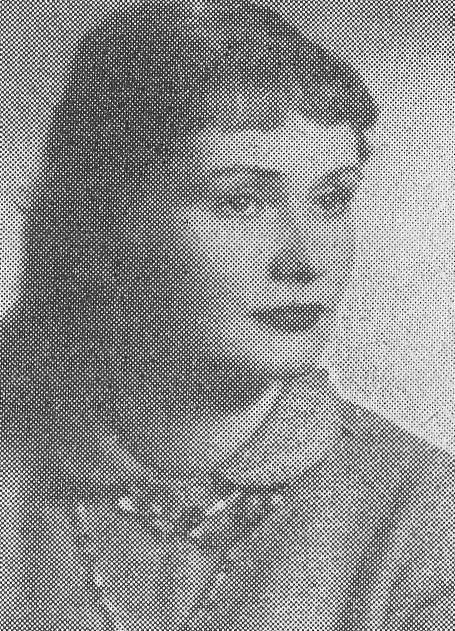
Barbara Krafftówna, în rolul principal (cca. 1960)

Dragoste neîmplinită (titlul original: în poloneză Jak być kochaną) este un film dramă de război polonez, realizat în 1963 de regizorul Wojciech Has, protagoniști fiind actorii Barbara Krafftówna, Zbigniew Cybulski, Wieńczysław Gliński și Artur Młodnicki. 
Filmul a fost selectat pentru Festivalul de Film de la Cannes din 1963.

## Distribuție
- Barbara Krafftówna – Felicja
- Zbigniew Cybulski – Wiktor Rawicz
- Wieńczysław Gliński – om de știință american în avion
- Artur Młodnicki – Tomasz
- Zdzisław Maklakiewicz – Zenon, jurnalistul în avion
- Wiesława Kwaśniewska – fotoreportera în avion
- Kalina Jędrusik – fata din cafenea care ascultă povestea lui Rawicz
- Wiesław Gołas – soldatul german care o violează pe Felicja
- Alicja Bobrowska – tânăra la aeroportul din Viena
- Boguslaw Danielewski – bărbatul care ascultă povestea lui Rawicz
- Nina Grudnik – fata din cafenea care ascultă povestea lui Rawicz
- Andrzej Hrydzewicz – soldatul german în apartamentul lui Felicja
- Tadeusz Kalinowski – Peters, actor
- Irena Orska – redactora de la radio
- Zofia Jamry – chelnerița la cafeneaua actorilor
- Jadwiga Krawczyk – actrița în spatele barului
- Krzysztof Litwin – studentul din cafenea
- Józef Pieracki – profesorul din cafenea
- Irena Netto – soția profesorului din cafenea
- Mieczysław Pawlikowski – bărbatul care îl asculta pe Rawicz în cafenea
- Tadeusz Pluciński – ofițerul gestapovist care interoghează actori în cafenea
- Mirosława Krajewska – stewardesa (călugăriță)

## Premii
- 1963 Festivalul Internațional de Film de la San Francisco
  - Premiul „Golden Gate” pentru cel mai bun film lui Wojciech Has
  - Premiul pentru cel mai bun scenariu lui Kazimierz Brandys
  - Premiul pentru cea mai bună actriță lui Barbara Krafftówna
- 1963 Festivalul Internațional de Film de la Edinburgh
  - Mențiune specială pentru Wojciech Has
- 1963 Festivalul Internațional de Film Cork
  - Mențiune specială pentru Wojciech Has
- 1963 Revista „Film”
  - Rața de Aur pentru cel mai bun film polonez lui Wojciech Has
- 1964 Festivalul Internațional de Film de la Beirut
  - Premiul FIPRESCI lui Wojciech Has